# Pfarrkirche Niedergrünbach

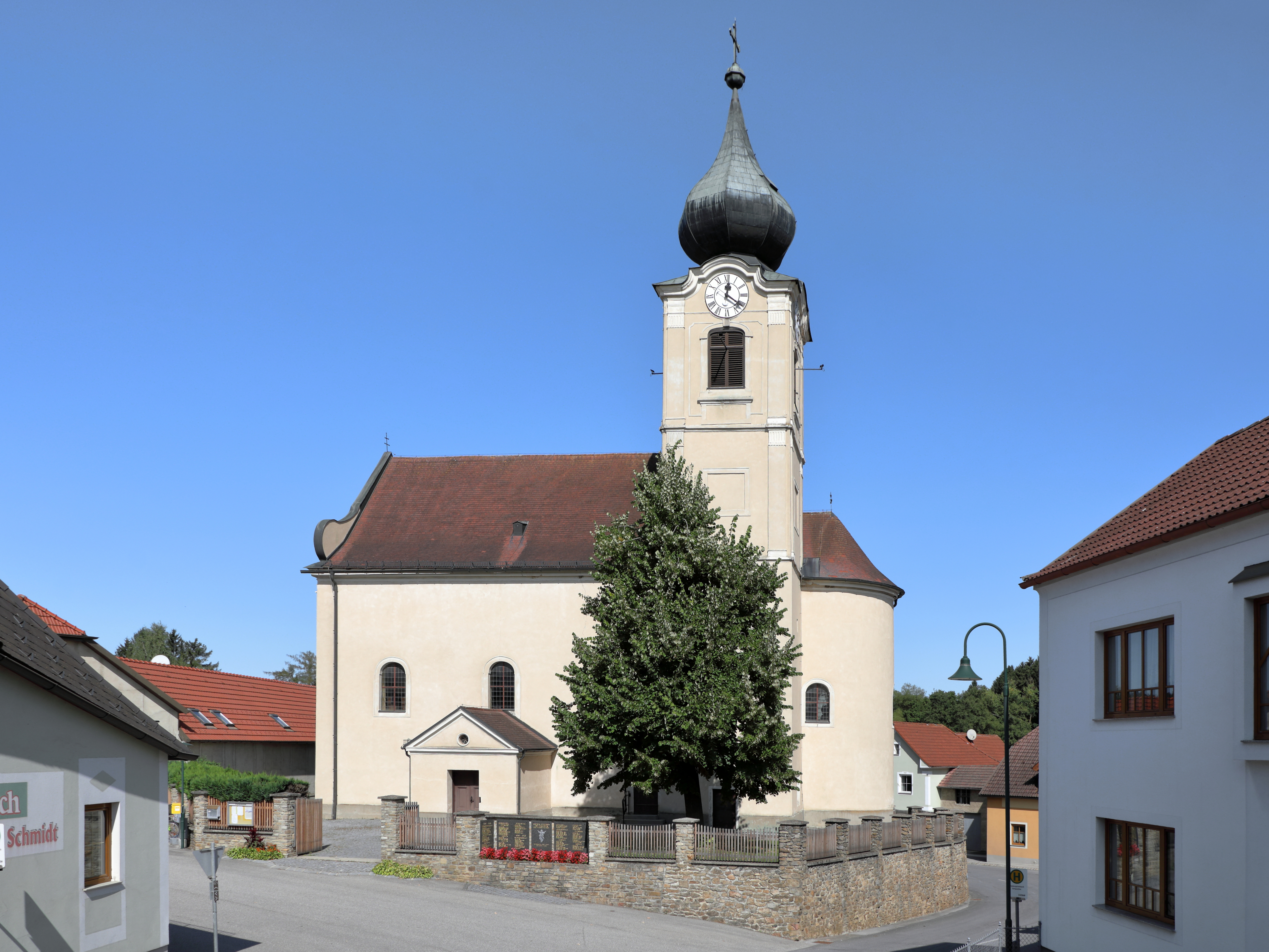
Pfarrkirche Hll. Philippus und Jakobus in Niedergrünbach

Die römisch-katholische Pfarrkirche Niedergrünbach steht in der Ortschaft Niedergrünbach in der Gemeinde Rastenfeld im Bezirk Krems in Niederösterreich. Sie ist den Heiligen Philippus und Jakobus geweiht und liegt im Dekanat Zwettl im Viertel ober dem Manhartsberg der Diözese St. Pölten. Das Bauwerk steht unter Denkmalschutz (Listeneintrag).

## Lagebeschreibung
Die Kirche steht am östlichen Ortsrand der Ortschaft Niedergrünbach, westlich an der Landesstraße L 73.

## Geschichte
Die Pfarre wurde 1407 und 1716 erneuert. Die heutige Kirche wurde 1739 erbaut.

## Architektur

### Kirchenäußeres
Die Kirche ist ein barocker Saalbau. Das Langhaus ist auf der Westseite pilastergegliedert und weist profilierte Kranzgesimse auf. Über dem Portal ist ein Rundgiebel. In der Giebelmauer ist eine halbrunde Nische. Darüber befindet sich ein kleines ovales Fenster. Die Langhausfassade ist von Rundbogenfenstern durchbrochen. Auch im Chorquadrat und der Halbkreisapsis sind Rundbogenfenster. Südlich des Chores steht ein Kirchturm über einem quadratischen Grundriss. Er wird durch Gesimse in drei Geschoße unterteilt. Im zweiten Geschoß sind Flachnischen, im dritten Geschoß Schallfenster, die rechteckig sind. Die beiden oberen Stockwerke sind pilastergerahmt. Das Dach stammt aus der Zeit um 1870. Südlich des Langhauses wurde eine Vorhalle angebaut.

### Kircheninneres
Das Langhaus der Kirche ist dreijochig und stichkappentonnengewölbt. Dazwischen sind gekuppelte Gurtbögen, die auf Pilastern ruhen. Die Orgelempore ist kreuzgratunterwölbt und ruht auf zwei Pfeilern. Der Aufgang erfolgt über eine Spindeltreppe. Das Chorgewölbe ist kreuzgratgewölbt und weist eine Abschlusskonche auf. Das Untergeschoß des Turmes wird als Sakristei genutzt. Die Sakristei ist kreuzgratgewölbt.

## Ausstattung
Der Hochaltar wurde 1756 aufgestellt. Es handelt sich hierbei um eine Säulenretabel mit kreisförmig durchbrochenem Auszug. Die Mensa ist sarkophagförmig. Auf dem Altar befinden sich die Figuren einer Maria Immaculata mit adorierenden Engeln sowie die beiden Titelheiligen, Philippus und Jakobus. Im Auszug ist die Heiligste Dreifaltigkeit dargestellt und an der Spitze des Hochaltares der heilige Michael. Vor dem Altar stehen auf Konsolen Figuren des Heiligsten Herz Jesu und der heiligen Maria. Die Figuren wurden im 19. Jahrhundert geschaffen.
Die beiden Seitenaltäre sind gleichartig und stammen beide aus der zweiten Hälfte des 18. Jahrhunderts. Auf dem linken Seitenaltar steht eine Pietà der Siebenschmerzenmaria und Engelsfiguren. Im Aufsatz befindet sich ein Acheiropoieton.
Auf dem rechten Seitenaltar ist die heilige „Anna Maria das Lesen lehrend“ dargestellt. Außerdem sind der heilige Johannes der Täufer und die heilige Barbara dargestellt. Die Kanzel stammt aus dem dritten Viertel des 18. Jahrhunderts. Der Taufbeckendeckel mit Voluten stammt aus dem späten 18. Jahrhundert. Die Kreuzwegbilder stammen aus dem späten 19. Jahrhundert.

## Orgel
Die Orgel stammt aus dem Jahr 1785 und wurde 1853 von Benedikt Latzl umgebaut. Das Orgelgehäuse ist mit Blattrankenornamentik verziert.